# Protonemura navacerrada
Protonemura navacerrada är en bäcksländeart som beskrevs av Aubert 1954. Protonemura navacerrada ingår i släktet Protonemura och familjen kryssbäcksländor. Inga underarter finns listade i Catalogue of Life.